# Ахштирска пећина
Ахштирска пећина (рус. Ахштырская пещера) или ређе Велика Казачебродска пећина (рус. Большая Казачебродская пещера) је кречњачка пећина у јужном делу Краснодарског краја Руске Федерације, недалеко од града Сочија (Адлерски рејон). Открио ју је 28. септембра 1903. године и детаљније испитао француски спелеолог Едвард Алфред Мартел. 
Улаз у пећину налази се на десној облаи кањона изнад реке Мзимте на висини од 120 метара изнад нивоа реке, односно на надморској висини од 185 метара. Пећина има источну експозицију и простире се у унутрашњост око 160 метара. На улазу се налази ходник дужине 20-ак метара који прелази у две дворане висине до 10 метара и максималне ширине до 8 метара. Из дворане даље се настављају два краћа слепа ходника. Испред улаза у пећину налазе се два одвојена платоа међусобно повезана 12 метарском стазом. 
Совјетски археолог Сергеј Замјатни је 1936. у пећини пронашао археолошке доказе о постојању праисторијског човека на тим просторима, због чега су 1937. и 1938. вршена обимна истраживања унутрашњости пећине. Истраживања су у периоду 1961—65 наставили петербуршки археолози М. Паничкин и Е. Векилов који су на основу материјалних доказа потврдили континуирано присуство човека на том месту још од периода средњег палеолита. Интензивнија истраживања вођена су и у периоду између 1999. и 2008. године. 
Први људи који су се стално населили у пећини били су неандерталци, и то се десило пре неких 70.000 година. Након нестанка неадерталских трагова пећина је око 20.000 година била ненасељена, а потом су се у њој појавили преци модерног човека, кромањонци, пре око 30 до 35 хиљада година. 
Године 1978. пећина је проглашена „јединственим спомеником природне архитектуре“ те је улаз за све посетиоце био строго забрањен (изузетак су били истраживачи). За посете је поново отворена 1999. године када су постављене и прилазне степенице и осветљење у унутрашњости. 
Године 2013. номинована је у конкуренцији мултимедијалног пројекта „Россия 10“ за избор 10 визуелно најупечатљивијих симбола савремене Русије (али није ушла у ужи избор).